# Elva Hsiao
Elva Hsiao (chino tradicional: 蕭亞軒, Taiwán pinyin: Hsiao Ya-hsuan) (Taipéi, 24 de agosto de 1979), también conocida como Elva Siu, es una cantante de pop mandarín taiwanesa.

## Discografía

### Álbumes de estudio
- Elva Hsiao Self-Titled Album (蕭亞軒同名專輯 Xiao Ya Xuan Tong Ming Zhuan Ji) (1999) EMI
- Red Rose (紅薔薇 Hong Qiang Wei) (2000) EMI
- Tomorrow (明天 Ming Tian) (2001) EMI
- 4 U (4U) (2002) EMI
- Love's Theme Song, Kiss (愛的主打歌，吻 Ai De Zhu Da Ge, Wen) (2002) EMI
- In Love With Love (愛上愛 Ai Shang Ai) (2003) EMI
- Fifth Avenue (第五大道 Di Wu Da Dao) (2003) EMI
- 1087 (1087 Yi Ling Ba Qi) (2006) Warner Music
- 3-Faced Elva (3面夏娃 San Mian Xia Wa) (2008) EMI
- Diamond Candy (鑽石糖 (2009) EMI
- Miss Elva (蕭灑小姐) (2010) EMI

### Colecciones y compilaciones
- Beautiful Episode (美麗的插曲 Mei Li De Cha Qu) (2004) EMI
- Love Elva... Remix & More (最熟悉的...蕭亞軒 Zui Shu Xi De...Xiao Ya Xuan) (2006) EMI

## Filmografía

### Apariciones
| Año  | Programa          | Notas          |
| ---- | ----------------- | -------------- |
| 2015 | Hurry Up, Brother | episodio #3.03 |